# Бусовача

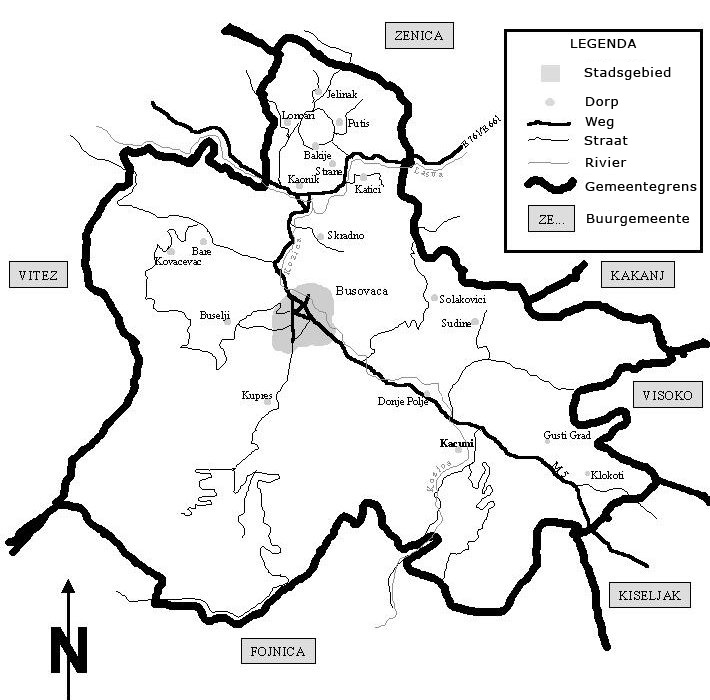
Карта общины Бусовача

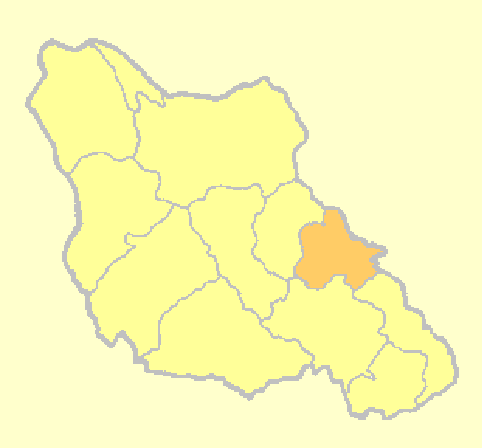
Община Бусовача на карте Среднебоснийского кантона

Бусовача (босн. , серб. и хорв. Busovača / Бусовача) — город, центр одноимённой общины в центре Боснии и Герцеговины. Административно является частью Среднебоснийского кантона Федерации Боснии и Герцеговины. Находится в 60 километрах от Сараево.

## История
Во время боснийской войны в городе шли тяжёлые бои между Армией Республики Босния и Герцеговина и Хорватским Советом Обороны. В настоящее время город отстраивают после войны.

## Население

### 1971 год
- Всего — 14 428 (100 %)
- Хорваты — 7646 (52,99 %)
- Боснийцы — 5896 (40,86 %)
- Сербы — 735 (5,09 %)
- Югославы — 60 (0,41 %)
- Другие — 91 (0,65 %)

### 1991 год

#### Община[2]
- Всего — 18 879 (100 %)
- Хорваты — 9093 (48,16 %)
- Боснийцы — 8451 (44,76 %)
- Сербы — 623 (3,29 %)
- Югославы — 510 (2,70 %)
- Другие — 202 (1,09 %)

#### Город
- Всего — 3899 (100 %)
- Хорваты — 1760 (45,13 %)
- Боснийцы — 1486 (38,11 %)
- Югославы — 376 (9,64 %)
- Сербы — 153 (3,92 %)
- Другие — 124 (3,18 %)

### 2005 год
В 2005 году общину Бусовача населяло 59 % хорватов и 40 % боснийцев.